# Meteoro (canção)
"Meteoro" é uma canção gravada pelo cantor sertanejo Luan Santana, gravada para seu primeiro álbum de estúdio Tô de Cara (2009). Foi lançada como segundo single do álbum Tô de Cara e primeiro do álbum Ao Vivo (2009).
Com a canção o cantor passou a ser um dos artistas mais executados das rádios do Brasil, de acordo com a Billboard Brasil.

## Desempenho
O single destacou-se primeiro nas rádios de Mato Grosso do Sul e Mato Grosso em janeiro de 2009. Com a agenda de shows lotadas naquele ano, a sua popularidade aumentou nos estados vizinhos, fazendo com que divulgação do álbum ganhasse força. O single inicial "Tô de Cara" não havia conquistado os fãs, com isso, "Meteoro" foi a pedida pelo público, se tornando sucesso em toda aquela região, e em parte do Sul e Sudeste do país.
O single virou carro-chefe do primeiro DVD Ao Vivo do cantor, gravado em Campo Grande em 26 de agosto de 2009. 
A canção, juntamente com o álbum Ao Vivo, foi nacionalmente lançada no mercado em 24 de novembro de 2009. Faixa que conquistou todo o Brasil em 2010, chegando em 6ª posição na Brasil Hot 100 Airplay. Bastante aceita pelas crianças, jovens e pessoas de todas as idades.
O próprio Luan reconheceu a importância da canção em sua carreira ao declarar em um programa de televisão:  "Foi com a meteoro que nosso sucesso se tornou racional no Brasil". Dizia ele.

## Prêmios e indicações
| Ano  | Prêmio          | Indicação     | Resultado |
| ---- | --------------- | ------------- | --------- |
| 2010 | Melhores do Ano | Música do Ano | Venceu    |

## Desempenho nas tabelas musicais

### Posições
| Tabela musical (2010)                                 | Melhor posição |
| ----------------------------------------------------- | -------------- |
| Brasil - Billboard Hot 100 Airplay                    | 6              |
| Brasil - Billboard Popular Hot Songs                  | 18             |
| Brasil - Billboard Brasil Regional Recife Hot Songs   | 7              |
| Brasil - Billboard Brasil Regional Brasília Hot Songs | 9              |